# Enigmapercis acutirostris
Enigmapercis acutirostris is een  straalvinnige vissensoort uit de familie van baarszalmen (Percophidae). De wetenschappelijke naam van de soort is voor het eerst geldig gepubliceerd in 1990 door Parin.
De soort staat op de Rode Lijst van de IUCN als Onzeker, beoordelingsjaar 2009.